# Akdalima
Akdalima is een geslacht van hooiwagens uit de familie Samoidae.
De wetenschappelijke naam Akdalima is voor het eerst geldig gepubliceerd door Silhavý in 1977. 

## Soorten
Akdalima omvat de volgende 2 soorten:
- Akdalima jamaicana
- Akdalima vomeroi